# Gepidák

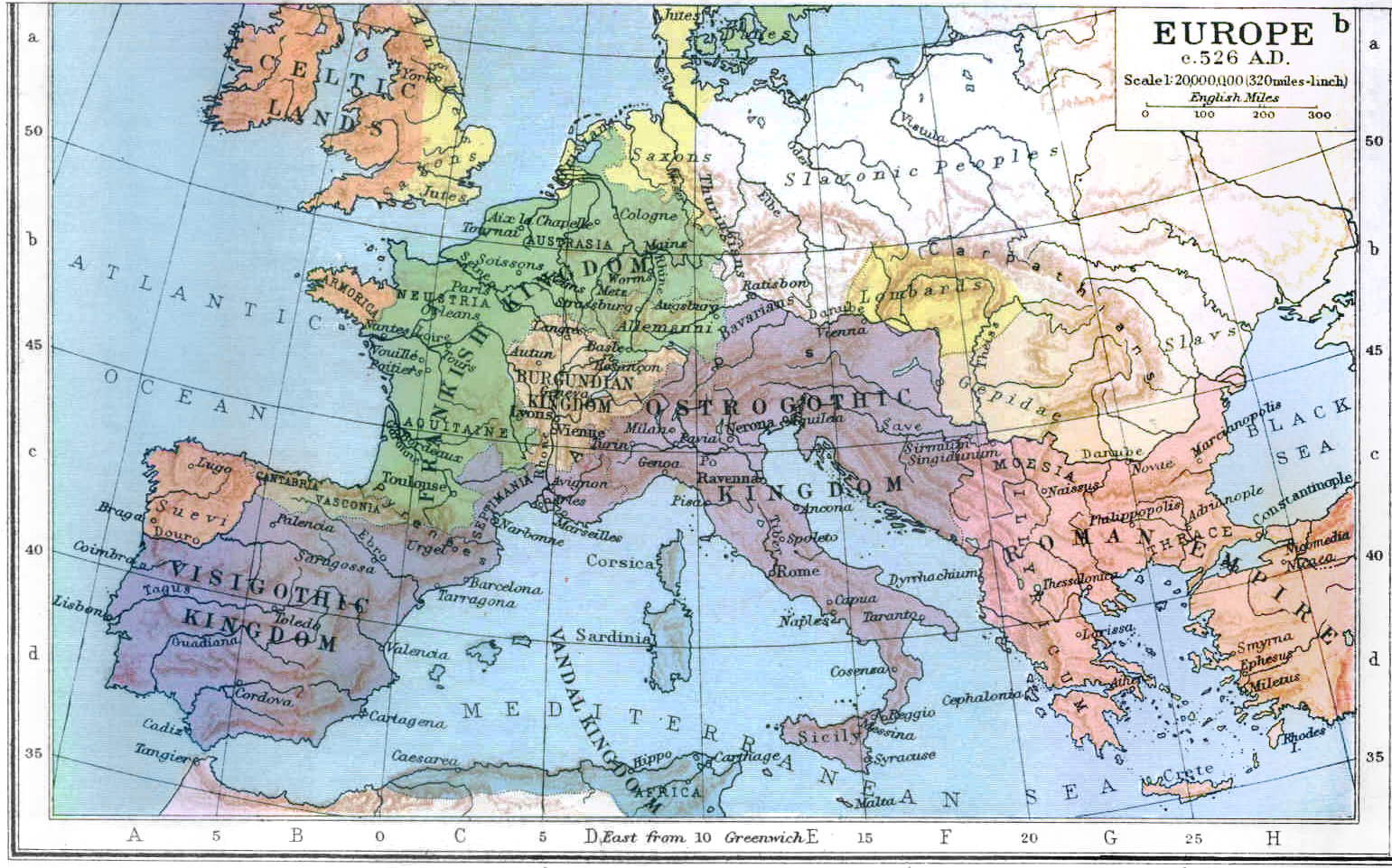
Európa 526 körül

A gepidák keleti-germán eredetű, a vandálokkal és a gótokkal rokon dialektust beszélő nép volt. A római források említik őket először a 3. században. A mai Románia, Magyarország és Szerbia területén hozták létre a királyságukat.
Amit tudni lehet róluk, néhány késő római kori – korai bizánci forráson kívül, azt ellenségeik: a gótok és a longobárdok krónikáiból lehet kihámozni.

## Történetük

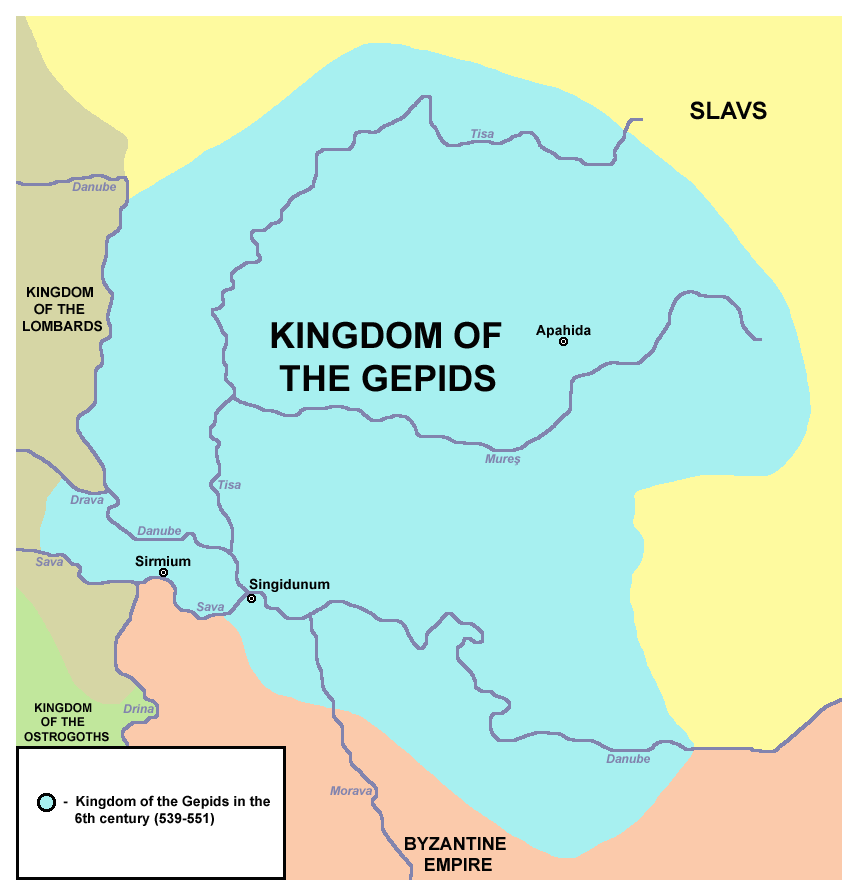
A gepida királyság legnagyobb kiterjedése 539 és 551 között

Korai országuk a gótok szomszédságában, valahol a Visztula vidékén lehetett. I. sz. 269 után jelentek meg a Kárpát-medence északkeleti szögletében királyuk, Fastida vezetésével. Országuk ekkor a Keleti-Kárpátok koszorúján belül lehetett, a Felső-Tisza és a Szamos lápos völgyeiben. Erről a szűk, terméketlen területről csak bő száz év múlva sikerült kitörniük, mikor a Tisza mindkét partján legalább a Körösökig terjesztették ki országuk határait. A hun támadások hírére dél felé húzódtak, majd kemény harcok után meghódoltak.
I. sz. 447-ben tűnnek fel ismét a krónikákban. Helyzetük nagyot változott. Királyukat, Ardarikot Attila valamennyi vazallus királynál többre becsülte, egyedül neki volt joga részt venni a birodalmi tanácsban. Hadseregük a hun birodalom legerősebb gyalogharcos osztaga, részt vesznek Attila hadjárataiban is. Attila halála után Ardarik király vezette az Attila-fiak elleni felkelést, melynek győzteseiként (Nedao-folyó, i. sz. 455.) erővel birtokba vették a hunok szállásterületeit és egész Daciát. Szövetségre léptek a Keletrómai Birodalommal. A 450-es évek végére Gepidia határai délen az Oltig és az Al-Dunáig terjedtek.
Pannoniában csak az osztrogótok távozása után terjeszkedtek. Megszállták a Dráva-Száva-köze keleti felét (nagyjából az egykori Pannonia Secunda tartományt), s uralmukat Bácskára is kiterjesztették. Ekkoriban három hatalmi központjuk volt. Gepidia királyai, Ardarik és leszármazottai a traianusi Daciában székeltek, sírjaik a mai Apahida területén kerültek elő. A Pannonia Secunda felett uralkodó alkirálynak Sirmiumban, az egykori nagy császárvárosban volt a székhelye. Valószínűleg volt egy Tisza-Körös-Maros közti udvaruk is.
Sirmium birtoklása előbb a gótokkal (Nagy Theoderiknek – i. sz. 488., i. sz. 504), később Bizánccal vezetett nyílt ellenségeskedéshez. I. Iustinianus, keletrómai császár a longobárdokat nyerte meg a gepidák ellen. Turisind gepida királynak kétszer is sikerült a fegyveres harcot 2-2 éves fegyverszünettel elodáznia (547, 549). A nagy gepida-longobárd összecsapásra i. sz. 551-ben kerül sor – Asfelden, az „Istenek földjén” vagy „Harcok mezején”, valahol Sirmiumtól nyugatra –, melyben a gepidák alulmaradtak, de ekkor Sirmiumot megtarthatták. A Duna-vidék békéje egészen I. Iustinianus haláláig (i. sz. 565.) fennmaradt. Kunimund király Gepidia fővárosát Sirmiumba helyezte át, ahol ezüst pénzt veretett, a Kárpát-medence első kora középkori pénzeit. Itt székelt a gepida ariánus egyház püspöke is.
I. Iustinianus halála után Sirmium két tűz közé került. Mind Bizánc, mind a longobárdok fenyegették. Végül, a longobárd király Alboin az avar Baján kagánnal szövetségben Asfeld mezején (i. sz. 567.) vereséget mért a gepidákra. Sirmiumot a közben felvonuló bizánci csapatok „megvédték” az avaroktól. A sirmiumi gepida csapatok keletrómai szolgálatba álltak, a gepida trónörökös (Reptila) pedig a királyi kincsekkel Konstantinápolyba menekült.
A longobárdoktól legyőzött gepidák – értesülve hazájuk pusztulásáról – a longobárdokhoz csatlakoztak, s 568 tavaszán velük együtt vonultak Itáliába. Az avaroktól legyőzött, illetve a hadba nem vonult gepidák Gepidia egész területével együtt avar uralom alá kerültek. Az avarok a lakosságot áttelepítették.

## Régészeti hagyatékuk

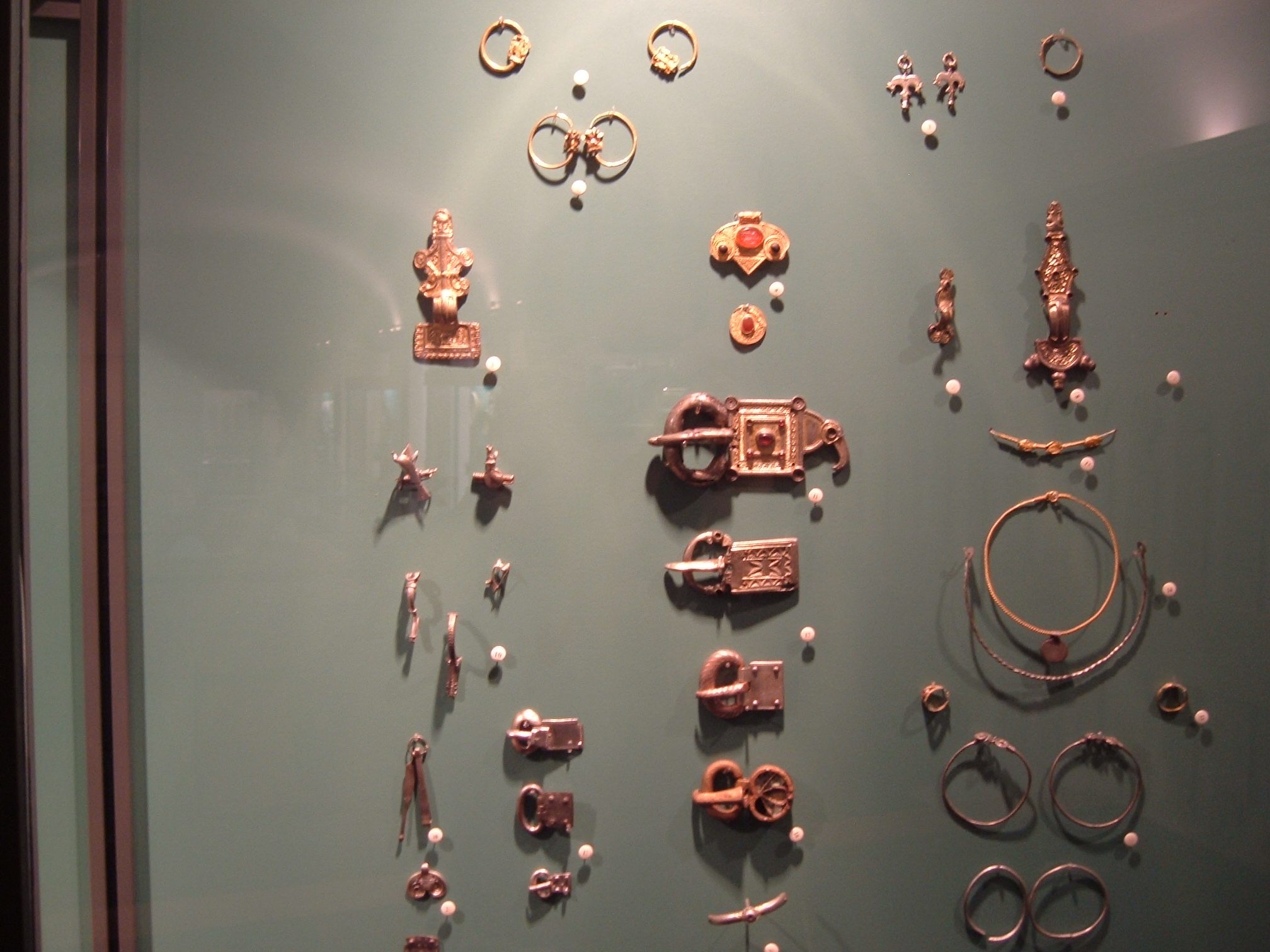
Gepida leletek Szandaszőlősről (Damjanich János Múzeum, Szolnok).

A legtöbb gepida lelőhely a Tisza-vidéken található. A legkorábbi temetőket az 5. század utolsó harmadában nyitották, és használatuk több nemzedéken át tartott. Számos alföldi gepida települést is feltártak, ahol a földbe mélyített házak mellett csontfaragó műhelyek maradványait, illetve a fémművességre utaló maradványokat is feltárták.
A fejlett gepida fazekasság emlékét őrzik a sírba helyezett, gyorskorongon készített, pecsételt díszű edények. A csontművesség legelterjedtebb termékei az állatcsontból készített kétoldalas csontfésűk voltak, melyek némelyikét fonatmintákkal, hálómintákkal, pikkelymintákkal és pontkörös motívumokkal díszítettek. 
A gepida fejedelmek fényűzését a két apahidai kincslelet gazdagsága tükrözi, melyben díszes ezüstkancsók, hagymagombos aranyfibula, tömör aranykarperecek, míves aranygyűrűk, rekeszdíszes aranyveretek és csatok voltak.
A gepidák avar kori továbbélésére – az írott források tanúbizonyságán kívül – néhány avar kori temetőben előforduló gepida jellegű leletanyag utal (így például a kölked-feketekapui temető sírjaiban talált bepecsételt kerámia, illetve a budakalászi avar temető néhány lelete).

## Temetkezési szokásaik
A gepida csontvázas rítussal temetkező népcsoport volt. A gepida sírok a hun uralom előtt észak-déli vagy dél-északi, a hun uralomtól kelet-nyugati vagy nyugat-keleti tájolásúak. A női sírok gyakori mellékletei: csontfésűk, vas, bronz fibulák, karperecek, különböző anyagú gyöngyök; míg a férfi sírokból a germán fegyverzet jellegzetes darabjai: nehéz, kétélű kardok, vas-dudoros pajzsok, lándzsák kerültek elő.

## A gepida embertípus
A gepida nép zöme közepes termetű, karcsú, vagy éppen zömök, robusztus testű emberekből állt. Arcvonásaik szabályosak, a nőké egyenesen finom, a vezető réteg tagjai jó felépítésű, arányos testalkatú emberek.
A kezdetben uralkodó nordikus típus mellett hun és alán (helyi szarmata) keveredéssel átmeneti típusok sora alakult ki. A nordikus elemekhez esetenként gyenge mongoloid keveredés, kelet-europid típus, kisebb mértékben gracilis mediterrán és turanid elemek járultak.
A gepidák szokásaként említhető, hogy a gyermekek fejét mesterségesen torzították, és egy-két esetben gyógyító célból koponyalékelést, trepanációt végeztek.